# Luigi Antonio Secco
Mons. Luigi Antonio Secco es un obispo católico que perteneció como sacerdote a la familia Salesiana y actualmente es el obispo XII de la Diócesis de Willemstad.

## Biografía
Nació el 8 de junio de 1947, en Italia.

### Estudios
Su primaria la realiza en su pueblo natal, ingresando posteriormente a seminario de los padres salesianos en Italia. 
Estudia filosofía y teología con los padres salesianos. 

## Sacerdote
Fue ordenado sacerdote salesiano el 27 de abril de 1975. Ejerciendo varios cargos en su comunidad religiosa.

## Episcopado

### Obispo Coadjutor de Willemstad
El Papa Juan Pablo II lo nombró Obispo Coadjutor de la Diócesis de Willemstad el 24 de junio de 2000.
Su ordenación episcopal tuvo lugar el 25 de octubre de 2000.
- Consagrante principal:
  - Excmo. Mons. Wilhelm Michel Ellis. Obispo de Willemstad , Antillas Neerlandesas
- Principales Co-consagrantes:
  - Excmo. Mons. Antonio Ignacio Velasco García, SDB. Arzobispo de Caracas, Santiago de Venezuela
  - Excmo. Mons. José Ángel Divasson Cilveti, SDB. Obispo titular de Bamaccora.

### Obispo de Willemstad
El 11 de octubre de 2001, se convirtió en el XII  Obispo de la Diócesis de Willemstad, sucediendo al Obispo Wilhelm Michel Ellis, quien había renunciado por razones de salud.
En la Conferencia Episcopal de Las Antillas, se desempeña como Presidente de la Comisión Episcopal para la Evangelización y las Misiones.